# Johann Christian Althof
Johann Christian Althof (* 25. Juni 1784 in Detmold; † 19. Januar 1857 in Worms) war Justizkanzleirat und Alterspräsident des lippischen Landtags.

## Leben
Althof wurde als elftes und jüngstes Kind des lutherischen Hofpredigers Ernst August Althof (1720–1794) geboren.
Im Jahr 1808 heiratete er Johanne Luise Florentine Wilhelmine Giebe. Nach deren Tod im Jahr 1817 heiratete er im Jahr darauf in zweiter Ehe Julie Lodtmann aus Osnabrück. Althof wurde durch Patent vom 2. Juni 1811 Richter in Detmold. Durch Patent vom 23. Dezember 1815 wurde er daneben Commissar in der Neustadt Detmold und durch Patent vom 18. April 1815 auch Polizei-Commissar in Detmold. Am 16. Juni 1818 erhielt er die Sekretärs- und Rendantenstelle beim Konsistorium und am 17. November 1824 wurde er außerordentlicher Kriminal-Assessor com voto. Am 1. Oktober 1830 wurde er Kanzleirat.
Ab 1835 war sein Leben durch rechtliche Auseinandersetzungen (Injurienprozesse), die er gegen seine Kollegen und auch gegen seinen Dienstvorgesetzten führte, überschattet und später durch Prozesse gegen die Regierung wegen verweigerter Pensionszahlungen; er verstarb dabei ein halbes Jahr bevor ihm Recht gegeben wurde.

## Politik
Beim Vorparlament in der Frankfurter Paulskirche war Althof einer der Teilnehmer aus Lippe. Anschließend bei der indirekt durch ein Gremium von Wahlmännern erfolgenden Wahl des lippischen Teilnehmers für die Nationalversammlung konnte Althof sich allerdings nicht durchsetzen. Im Jahr 1851 gehörte Althof zusammen mit Franz Hausmann zu einer Gruppe von Abgeordneten im lippischen Landtag, die aufgrund verfassungsrechtlicher Bedenken den Huldigungseid beim Amtsantritt Leopolds III. verweigerten und dadurch ihre Abgeordnetensitze verloren.

## Veröffentlichungen
- Über die Verwerflichkeit des Reinigungseides in Strafsachen, nebst erläuternden Criminal-Fällen, Rinteln: Osterwald 1835, Digitalisat in der Google-Buchsuche
- Das Interdictum de itinere actuque privato, kein derisorisches, aber auch kein schon in das Petitorium herübergreifendes Rechtsmittel, eine exegetisch-practische Abhandlung, Rinteln: Osterwald 1836
- Dietrich August König, Fürstlich-Lippischer Canzler, in seinem Leben und Wirken, Osterwald 1836, als Digitalisat bei der Lippischen Landesbibliothek
- Die Königs-Stiftung betreffend. In: Intbll. 1837, Nr. 24 vom 17. Juni, S. 213–220
- Über die Verwerflichkeit der Todesstrafe und was für jetzt in Deutschland an deren Stelle zu setzen, Lemgo und Detmold, Meyersche, 1843
- Erinnerungen aus dem Leben der Fürstin Pauline zur Lippe-Detmold. Aus den nachgelassenen Papieren eines ehemaligen lippischen Staatsdieners, Gotha 1860, Digitalisat in der Google-Buchsuche